# Luis Alberto Carranza
Luis Alberto Carranza (Quilmes, 15 giugno 1972) è un ex calciatore argentino, di ruolo attaccante.

## Palmarès

### Club

#### Competizioni nazionali
- Campionato argentino: 1

Boca Juniors: Apertura 1992
- Campionato peruviano: 1

Universitario: 2000

#### Competizioni internazionali
- Copa de Oro: 1

Boca Juniors: 1993